# Turnê Transparente
Turnê Transparente é a terceira turnê da cantora Wanessa Camargo, iniciada em 2003, após a gravação de seu primeiro DVD "Transparente Ao Vivo" no Rio de Janeiro.

## Setlist
1. Tanta Saudade (Heaven Came Down)
2. Me Engana que Eu Gosto (Miénteme)
3. Paga Pra Ver (Tô Pagando Pra Ver)
4. Enfeitiçada (Qué Me Pasa?)
5. Eu Quero Ser O Seu Amor
6. Gostar De Mim
7. Como Dizer Ao Coração
8. Eu Posso Te Sentir (Breathe)
9. Sem Querer
10. O Amor Não Deixa (Love Won't Let Me)
11. Sonho Meu (Feat. César Lemos)
12. É O Amor (Feat. Zezé Di Camargo)
13. Filme De Amor
14. Eu Estarei Aqui / You Can Let Me Down
15. Um Dia...Meu Primeiro Amor (My Sweet Someday) (A Partir do Segundo Dia de Gravação)
16. Tudo Bem
17. Apaixonada Por Você
18. Um Dia...Meu Primeiro Amor (My Sweet Someday) (Bis) (Apenas No Primeiro dia de Gravação)
19. Me Engana Que Eu Gosto (Miénteme) (Bis)
20. Sem Querer (Bis) (Apenas No Segundo Dia de Gravação)